# Johnson Gnanabaranam

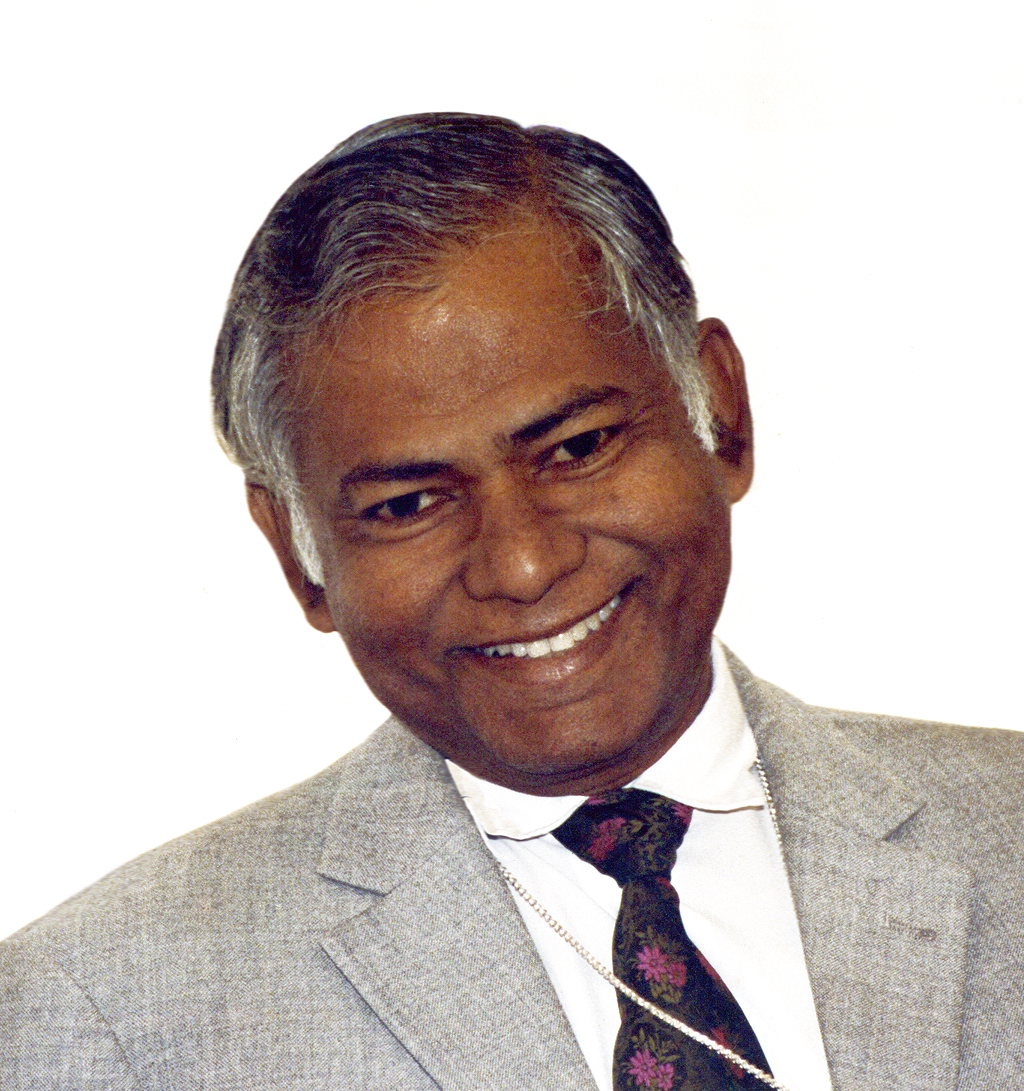
Johnson Gnanabaranam im Jahr 1995.

Johnson Gnanabaranam (* 3. August 1933 als Jubilee Gnanabaranam Johnson  in Tiruvallur in Tamil Nadu, Südindien; † 10. August 2008 in Chennai (früher Madras genannt) in Tamil Nadu, Südindien) war ein indischer evangelisch-lutherischer Theologe, von 1993 bis 1999 der 9. Bischof von Tranquebar der Tamilischen Evangelisch-Lutherischen Kirche (Tamil Evangelical Lutheran Church TELC) in Tamil Nadu und ein weltweit bekannter Autor christlicher Literatur, dessen Werke in zahlreiche Sprachen übersetzt wurden.

## Leben

### Elternhaus
Johnson Gnanabaranam wurde am 3. August 1933 als der älteste Sohn des evangelisch-lutherischen Pfarrers J. Ephraim Jubilee und seiner Ehefrau Marthal Joyce rund 40 Kilometer nordwestlich von Madras in der südindischen Stadt Tiruvallur geboren. Mit 34 Jahren schrieb er über sein Geburtsland Indien und über seine Eltern: Wer stolz auf seine vornehme und reiche Familie oder wer traurig über seine niedrige Herkunft ist, ist nicht klug. Es ist mehr oder weniger ein Zufall, in welcher Familie wir geboren werden. Wenn die Kleinkinder gefragt würden, in welchem Land sie zur Welt kommen wollten – ich nehme an, dass nur wenige mutige Babys Indien zur Heimat wählen würden. Soweit ich mich erinnern kann, hat mich niemand gefragt, ob ich in Südindien zur Welt kommen wollte. Man kann das Leben in Indien wundervoll finden, wenn man die Armut als eine Aufgabe Gottes annimmt. Das Einzige, was mir in Indien nicht gefällt, ist die steinharte Verbindung des Lebens mit einem falschen Glauben. Ich danke meinen Eltern dafür, dass sie sich mehr um mein geistliches Wachstum gesorgt haben als um mein Studium. Seine Mutter war Lehrerin, seine beiden Großväter arbeiteten als Evangelisten der Leipziger Mission.

### Kindheit und Jugend
Er verbrachte seine Kindheit und Jugend mit seinen vier jüngeren Schwestern in verschiedenen Orten, da sein Vater in mehreren Pfarrstellen in Tamil Nadu tätig gewesen ist. Die Schulzeit in Sirkali und Sattur beendete er nach elf Jahren mit dem Secondary School Leaving Certificate. Sein Wahlfach war Mathematik.

### Studienzeit
Als Student in einem hinduistischen und später in einem islamischen College lernte er die verschiedenen religiösen Anschauungen Indiens kennen. Von 1948 bis 1950 studierte er an dem hinduistischen Senthilkumara Hindu Nadar College in Virudhunagar Mathematik, Logik und Wirtschaftswissenschaft. Er ließ sich in den Jahren 1951 bis 1952 in Tranquebar als Lehrer ausbilden. Dann unterrichtete er von 1953 bis 1957 in Schulen der Tamil Evangelical Lutheran Church (TELC) in Mayuram und Tiruchirapalli (früher Trichinopoly oder Trichi genannt). Er qualifizierte sich auch zum Unterricht an Sonntagsschulen. An dem Trinity College of Music in London in Chennai studierte er westliche Musik mit dem Schwerpunkt Orgel und beschloss das Musikstudium mit der Abschlussprüfung. Nun arbeitete er auch als ehrenamtlicher Organist und Chorleiter in der lutherischen Kirche in Tiruchirapalli.
Als Zwölfjähriger hatte er einen der Mitbegründer des Christakula Ashram kennengelernt, den Arzt Savarirayan Jesudason. Hugald Grafe beschreibt diese Begegnung: Es war kurz nach dem Atombombenabwurf auf Hiroshima. Da legte Savarirayan Jesudason die beiden Gleichnisse vom Verlorenen Sohn und Barmherzigen Samariter so eindrucksvoll aus, dass Johnson Gnanabaranam fortan die Rettung der Welt nirgendwo anders als in radikaler Umkehr und grenzenloser Liebe sah – beides zentrale Themen in seinen Ansprachen und Schriften. Dieser charismatische Arzt hatte in ihm den Wunsch geweckt, diesen Ashram kennenzulernen. Er lebte einige Zeit in dem monastischen Christakula Ashram in Tirupattur. Er beurteilte den Aufenthalt in dem Ashram so: Ein Aufenthalt in einem Ashram, einer Art christlichem Kloster, hat mir die Notwendigkeit der sozialen Arbeit und der Meditation gezeigt. Diese Einflüsse brachten mich zu der Überzeugung, dass es Gottes Plan war, auch ich sollte in Indien als Zeuge Christi wirken.
In der Zeit von 1957 bis 1959 studierte er Wirtschaftswissenschaft in dem islamischen Jamal Mohammed College in Tiruchirapalli. Zum Abschluss des Studiums erhielt er von der Universität von Madras den Abschluss BCom. Anschließend studierte er von 1959 bis 1962 Evangelische Theologie in dem Gurukul Lutheran Theological College & Research Institute in Madras. Er beendete das Theologiestudium im Jahr 1962 mit der ersten theologischen Prüfung, dem BD der Universität von Serampore.
Am 8. Juni 1962 wurde er zum Vikar der Tamil Evangelical Lutheran Church (TELC) berufen. Er trat sein Vikariat in der Kleinstadt Sirkali an. Zu seinem Arbeitsbereich gehörte auch die Leitung eines großen Kinderheimes. Da er auch das Technical Teacher Diploma erworben hatte, versetzte ihn die Tamil Evangelical Lutheran Church (TELC) danach als Mathematiklehrer an ihre Fabrizius High School in Madras. Während dieser Zeit begann er, die deutsche Sprache im dortigen Goethe-Institut zu erlernen.
Im Jahr 1964 erhielt er ein Stipendium für die Missionsakademie an der Universität Hamburg. Hier setzte er sein Theologiestudium fort. Nach den Sprachprüfungen in Griechisch und Deutsch widmete er sich dem Studium, schrieb die Magisterarbeit zum Thema "Tirukural with relevance to the Indian Christian understanding of the Bible" und beendete sein Magisterstudium im Fach Evangelische Theologie mit dem Abschluss Magister der Theologie (M.Th.).
Eine der Tutoren an der Missionsakademie der Universität Hamburg war die deutsche Vikarin Eva Maria Siebert. Sie entdeckte seine schriftstellerische Begabung und übersetzte die in Englisch verfassten Werke ins Deutsche.

### Schriftstellerische Tätigkeit

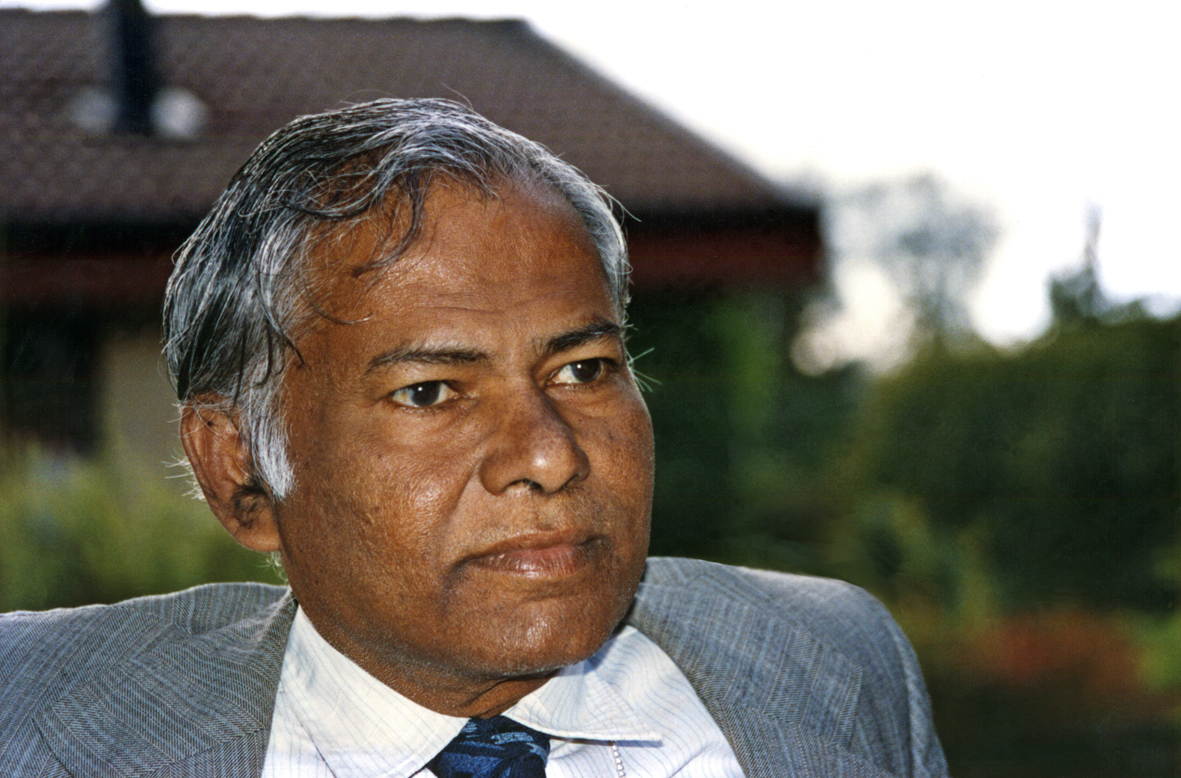
Johnson Gnanabaranam im Jahr 1995.

Johnson Gnanabaranam veröffentlichte die folgenden Werke in deutscher Sprache: "Heute mein Jesus" (1967), "Mein Jesus, mache mich neu" (1986), "Täglich rede ich mit dir" (1996) und "Gefühle sind zart wie Blumen" (1999). Seine Bücher enthalten Gedichte, Gebete, Erzählungen und Meditationen. Sie wollen den Glauben an Jesus Christus wecken und stärken. Der größte schriftstellerische Erfolg war das Buch "Heute mein Jesus", es erschien in neun Sprachen. Die Honorare für seine Bücher spendete er für die soziale und evangelistische Arbeit in Papua-Neuguinea und Brasilien. Hugald Grafe beschreibt die Wirkung dieser Werke folgendermaßen: Es war der Inhalt dieser kleinen Bände, die Christen in aller Welt in den Bann der Meditationen des indischen Pfarrers zog. Immer wieder werden sie aufgeschlagen, eingesetzt als Bekenntnis oder Gebet im Gottesdienst, benutzt als Anspiel oder als Einstieg in die Predigt, vorgelesen an Krankenbetten und bei Bibelarbeiten, nachgedruckt in Kirchenzeitungen, aufgenommen in die Losungen der Herrnhuter unter den Bibelsprüchen.
Die Svenska kyrkans mission (SKM) gestaltete aus der Meditation "Ein neuer Tanz" den Film "En Ny Dans". Das deutsche NDR Fernsehen zeigte am Karfreitag 1982 einen Film, in dem eine indische Tänzerin die Passion Jesu darstellte. Johnson Gnanabaranam schrieb die meditativen Texte für diesen Film.

### Beruflicher Aufstieg

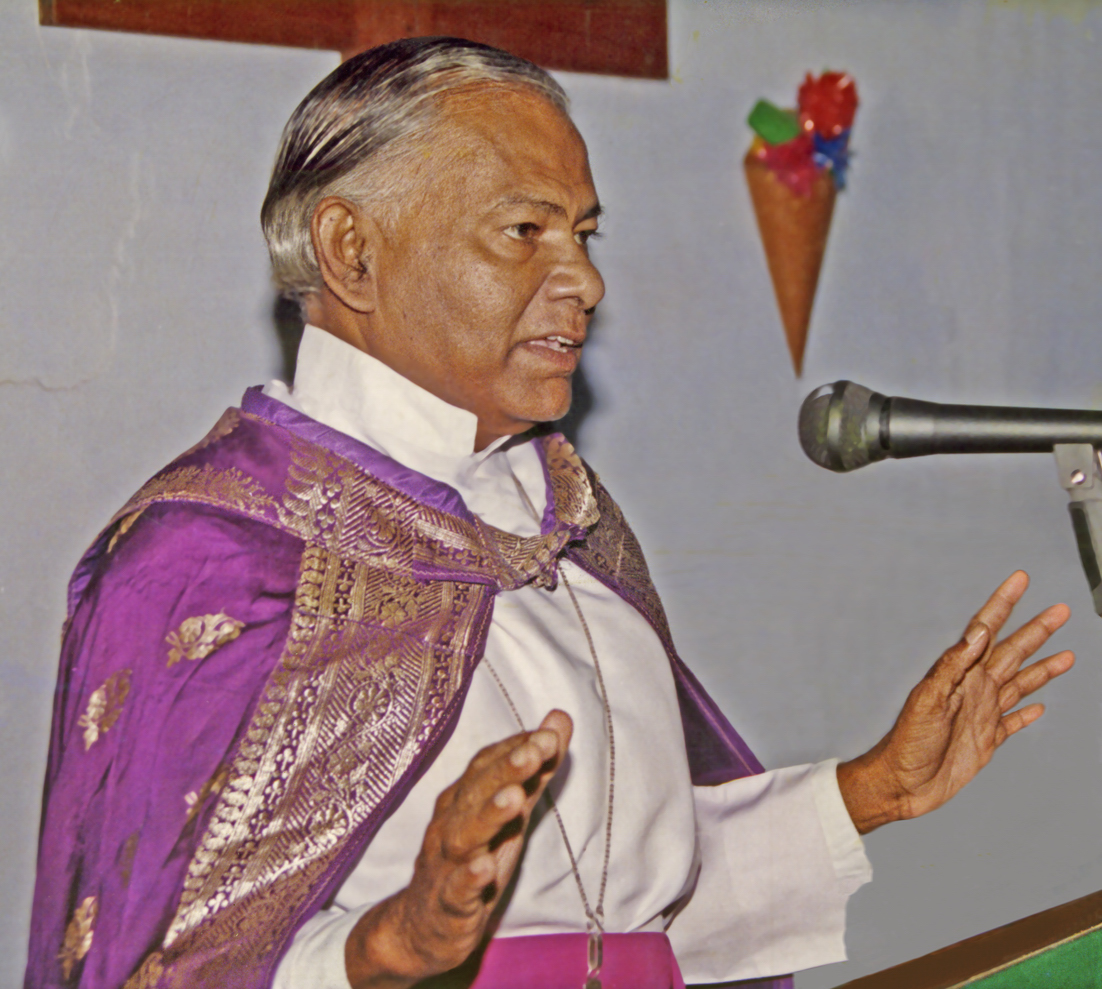
Bischof Johnson predigt.

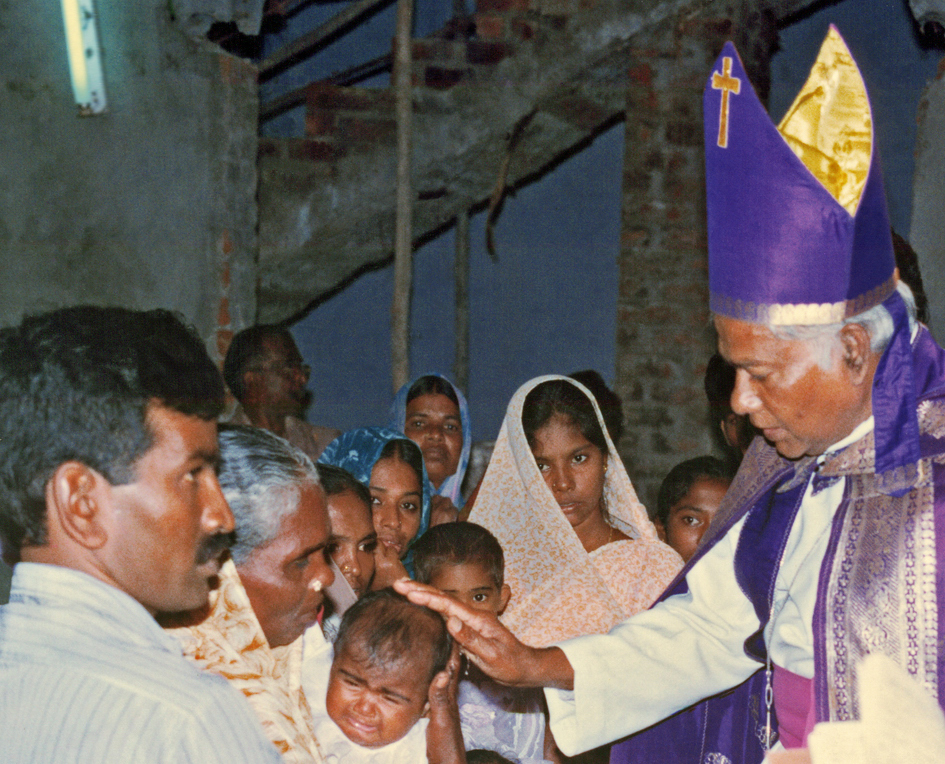
Bischof Johnson tauft ein Kind in einer Dorfkirche.

Nach der Rückkehr nach Tamil Nadu wurde Johnson Gnanabaranam am 15. Juni 1969 zum Pfarrer ordiniert. Seine erste eigene Pfarrstelle war Sadras, ein Fischerort an der Koromandelküste am Golf von Bengalen. Dort wurden 1969 das Reaktorforschungszentrum Indira Gandhi Centre for Atomic Research (IGCAR) und das Kernkraftwerk Madras (MAPS) errichtet. Ein Neubaugebiet für die Mitarbeiter am Kernkraftwerk erweiterte die beiden Fischerorte Sadras und Pudupattinam zu der neuen Stadt Kalpakkam. Da zu seiner Pfarrstelle Fischer und hochqualifizierte Mitarbeiter am Kernkraftwerk gehörten, die überdies aus verschiedenen Denominationen kamen, war die Arbeit in Sadras für ihn eine Herausforderung. Er sah seine diakonischen Aufgaben in Sadras darin, Wohnhäuser für arme Fischer des Ortes zu bauen.
1971 berief ihn das theologische Serampore College in Serampore bei Kalkutta zum Dozenten für Systematische Theologie. 1972 bis 1974 erlernte er Schwedisch und arbeitete in Uppsala im Missionswerk der Schwedischen Kirche als Assistent des Asienreferenten. Er verstand sich in dem säkularisierten Schweden als Missionar aus Indien. Die Missionare der Schwedischen Kirche SKM in Tamil Nadu hatten einst zu den Wegbereitern der Tamil Evangelical Lutheran Church (TELC) gehört. Jetzt, in einer Zeit der Entchristlichung, sah Johnson Gnanabaranam die Zeit gekommen, dass Missionare aus den ehemaligen Missionsgebieten nach Schweden kommen sollten, um ihrerseits Schweden zu missionieren. Deshalb hielt er Missionspredigten in vielen Kirchengemeinden. In den Jahren 1974 bis 1978 erforschte er an der Universität Uppsala die Dichtungen des christlichen tamilischen Poeten Henry Alfred Krishnapillai und die Sprüche Salomos im Alten Testament. In dieser Zeit schrieb er selber zahlreiche christliche Meditationstexte, die postum in tamilischer Übersetzung in Tamil Nadu veröffentlicht werden.
Am 6. Dezember 1978 heiratete er in Darmstadt die deutsche Pfarrerin der Evangelischen Kirche von Hessen und Nassau Eva Maria Siebert, die er während seines Studiums in Hamburg kennengelernt hatte. Anfang 1979 kehrte er nach Indien zurück, um seinen sterbenden Vater zu sehen und an dessen Stelle für seine Mutter und für seine vier Schwestern zu sorgen. Dort wurde er der Direktor des Gurukul Lutheran Theological College & Research Institute in Madras, er lehrte dort Systematische Theologie und widmete sich zusammen mit seiner Frau der theologischen Fortbildung von Pfarrern und kirchlichen Mitarbeitern.
Im Jahr 1983 berief ihn die Kirchenleitung der Tamil Evangelical Lutheran Church (TELC) zum Direktor des neu errichteten Ziegenbalg Spiritual Center in Tranquebar, er lehrte dort Systematische Theologie. Daneben übernahm er die Pfarrstelle in Akkur mit ihren vielen Dorfgemeinden. Er gründete weitere Kirchengemeinden und baute dort zehn Dorfkirchen und in Tranquebar das Seniorenheim Bethel. Außerdem wurde durch seine Initiative die Mädchenschule in Porayar zur Talitha Kumi High School erweitert und das nach dem Missionar Johann Ernst Gründler benannte Kinderheim Gründler Hostel in Tranquebar aufgebaut. Während eines längeren Studienaufenthaltes im Jahr 1984 in Jerusalem vertiefte er seine Hebräischkenntnisse und gewann ein umfangreiches Wissen über das Judentum.

### Der 9. Bischof von Tranquebar

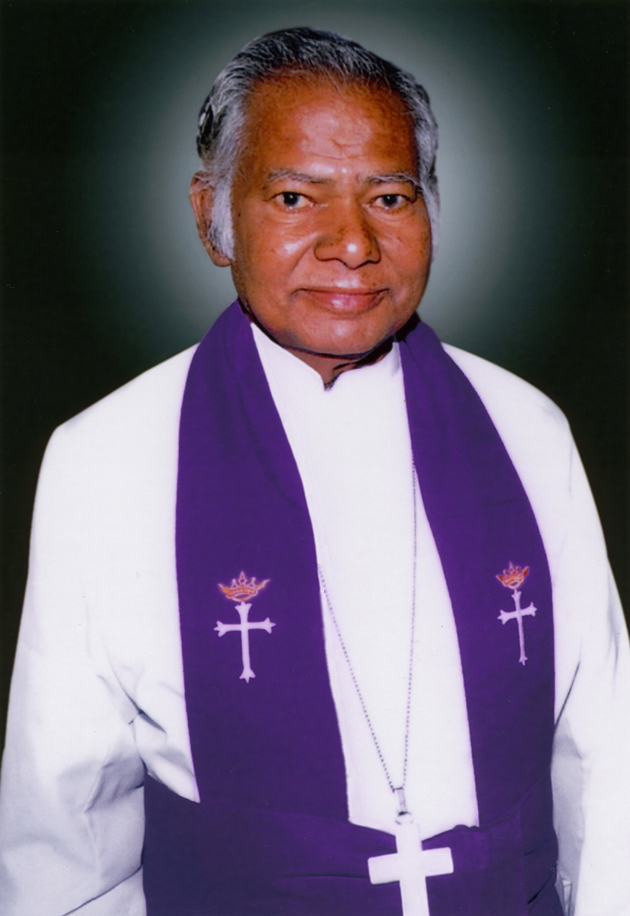
Bischof Johnson.

Am 14. Januar 1993 wurde er in Tranquebar als 9. Bischof von Tranquebar der Tamil Evangelical Lutheran Church (TELC) eingeführt. Er hatte dieses Amt bis zu seiner Pensionierung im Januar 1999 inne. Sein Dienstsitz war Tiruchirappalli. Als er 60 Jahre alt war, verlieh ihm die Academy of Ecumenical Indian Theology and Church Administration die theologische Ehrendoktorwürde (Dr. theol. h. c.).
Seit seiner Jugend war er ein überzeugter Pazifist und ein Gegner des Chauvinismus. Den Rassismus und das Kastensystem hielt er für unvereinbar mit dem christlichen Glauben. Er engagierte sich für die Bewahrung der Schöpfung, indem er nach Gottesdiensten oft Bäume pflanzte. Seine Reden waren anschaulich, seine Predigten beeindruckten durch einprägsame Beispiele. In ökumenischen Begegnungen und Gesprächen brachte er bewusst die lutherische Theologie ein. Wegen seiner umfangreichen und speziellen Kenntnisse galt er vielen als ein "wandelndes Lexikon". Deshalb wurde er oft als Redner zu Tagungen und Konferenzen eingeladen.
Während seiner Tätigkeit als Bischof setzte er als Prioritäten die Stärkung von Evangelisation und Mission und die Förderung der diakonischen Hilfe für Arme, Kranke, Kinder und Senioren. Sein einfacher Lebensstil und seine Hinwendung zu allen Gesellschaftsschichten (seien es Christen oder Nichtchristen) brachten ihm den Titel People's Bishop ein.
Er unterstützte den Bau von Kirchengebäuden. In Virudhunagar gründete er das St. Luke's Hospital und in Dhamapuram das TELC Eye Hospital. Er war der zweite Präsident der indischen Bibelgesellschaft Bible Society of India und war Mitglied in den Vorständen des United Theological College in Bangalore (UTC), des Tamilnadu Theological Seminary in Madurai (TTS), des Gurukul Lutheran Theological College in Chennai und des Meston College of Education in Chennai. Er erarbeitete die Neufassung der beiden Gesangbücher für die Gottesdienste der Tamilischen Evangelisch-Lutherischen Kirche: das vor allem in Dörfern verwendete Lyric Book und das in den Städten gebräuchliche Fabricius Hymn Book, das erstmals mit vierstimmigen Notensätzen erschien. Er wurde zum Mitbegründer der indischen Missionsgesellschaft United Christian Missionary Society of India (UCMSI), deren Arbeitsschwerpunkt im Bundesstaat Orissa liegt. Bis zu seinem Tod war er der Vorsitzende der Abteilung Gottesdienst der United Evangelical Lutheran Church in India (UELCI), und er erarbeitete für sie die neue Perikopenreihe.

### Ruhestand
Während seines Ruhestandes lebte er mit seiner Frau zunächst in Tranquebar und dann in Chennai. Bis zu seinem Tode setzte er sein Wissen und seine Kräfte für die Bibelgesellschaft Indiens ein. Er war aktiv an der Revision des Alten Testaments in Tamil beteiligt. Er leitete das Projekt Tamil Study Bible und schrieb für die Tamil Study Bible den wissenschaftlichen Kommentar zu den Paulinischen Briefen. Außerdem versah er den Historischen Kalender der Bibelgesellschaft mit Biographien bedeutender Missionare. Ferner gehörte er zum Kreis der Gelehrten, der die interkonfessionelle Übersetzung der Tamilischen Bibel herausgab. Während der Millenniums-Feierlichkeiten 1999/2000 in Neu-Delhi führte er die Delegation der Bibelgesellschaft Indiens bei dem Besuch des Staatspräsidenten Indiens K. R. Narayanan an und überreichte dabei dem Staatspräsidenten eine Tamilische Bibel. Bis zuletzt predigte er in Gottesdiensten, und er schrieb Artikel, die zur Veröffentlichung bestimmt waren. Am 10. August 2008 starb er in Chennai. Er wurde in der Evangelisch-lutherischen Arulnathar Kirche in Chennai beigesetzt. Seine deutsche Frau Pfarrerin D. Eva Maria Siebert Johnson veröffentlicht seitdem seine Werke in Indien in der tamilischen Sprache.

## Ehrungen
- 1993: Dr. theol. h. c. der Academy of Ecumenical Indian Theology and Church Administration.
- 2003: Ziegenbalg Award der International Tamil Pastors' and Leaders' Conference
- 2009: Das Child Care Ministry der TELC setzte drei Bischof-Johnson-Wanderpokale in Chennai, Tiruchirappalli und Coimbatore ein, die jährlich an Kindergottesdienstgruppen mit hervorragenden Bibelkenntnissen vergeben werden.
- 20. Oktober 2012: Die Kirchenleitung der TELC benannte das Gymnasium in Tranquebar nach Johnson Gnanabaranam. Das Gymnasium trägt den Namen: T.E.L.C. Bishop Johnson Memorial Higher Secondary School. Vor dem Gymnasium steht die goldene Büste von Bartholomäus Ziegenbalg.
- 2013: Die Kirchenleitung der TELC gab dem Kinderheim in Kamuthi den Namen Bishop Gnanabaranam Johnson Memorial Free Boarding Home for Children.
- 2013: Die Kirchenleitung der TELC gab dem Jungenheim in Pandur den Namen Bishop Johnson Home for Boys.
- 2014: Die Kirchenleitung der TELC gab der neugebaute Kirche in Velinchangudi den Namen Bishop Johnson Good Shepherd Church.

## Werke
Primärliteratur (Auswahl)

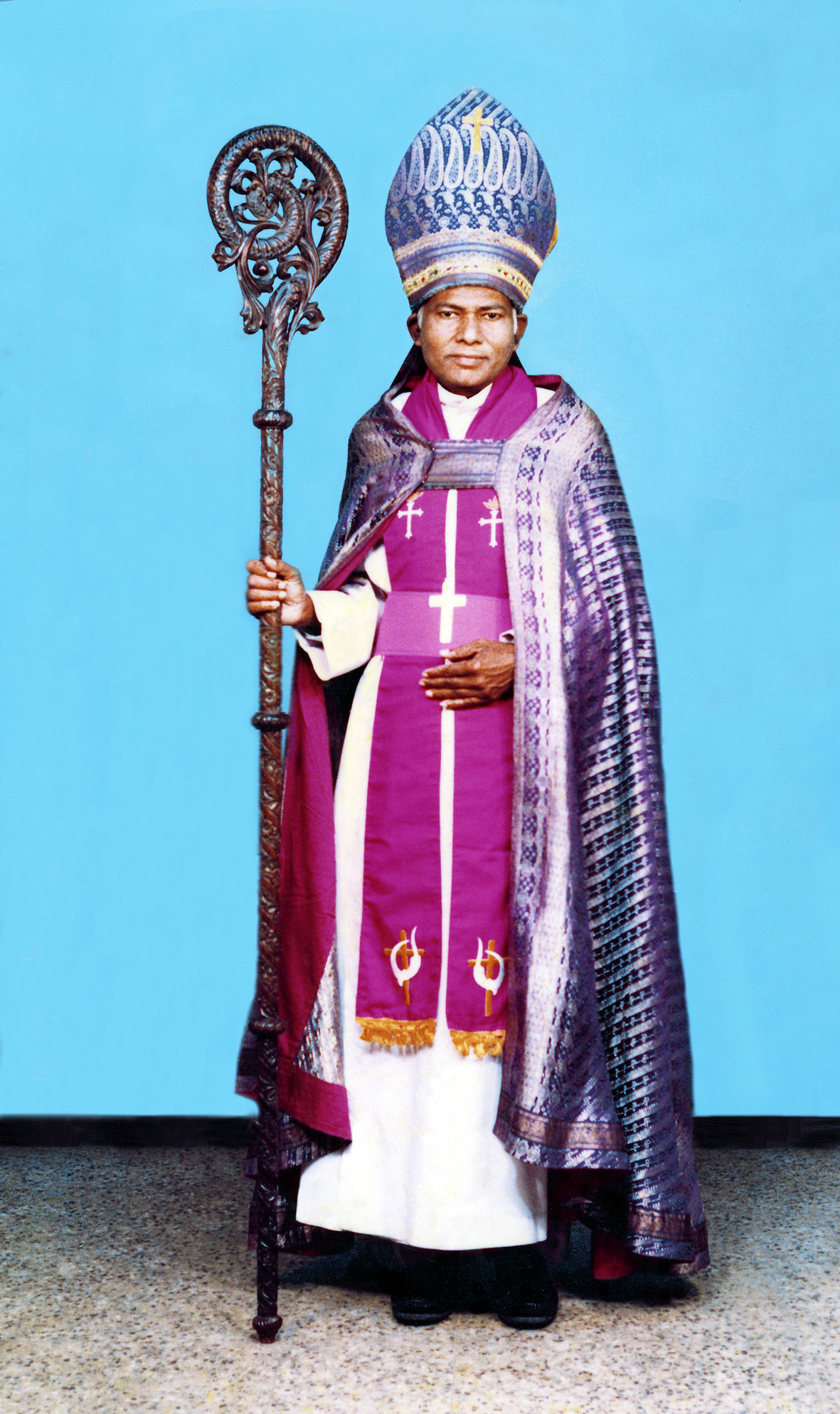
Bischof Johnson im Bischofsornat der Tamil Evangelical Lutheran Church in Tamil Nadu mit Mitra und Krummstab.

- Johnson Gnanabaranam: Aus der Finsternis berufen, um Gottes Gnade zu empfangen. In: Lutherischer Weltbund (Hrsg.): In Christus – zum Zeugnis berufen. Bibelstudien. Lutherischer Weltbund, Neunte Vollversammlung, Hongkong 1997. Lutherischer Weltbund, Genf 1996, ISBN 3-906706-31-1.
- Johnson Gnanabaranam: Church and Society in Tranquebar Today. In: George Oommen u. a.: It began in Copenhagen. Junctions in 300 years of Indian-Danish relations in Christian mission. ISPCK, Delhi 2005.
- Johnson Gnanabaranam: Det Verkliga. Älvsjö : Skeab, Stockholm 1981. In dänischer Übersetzung: Det Virklige. En andagts- og meditationsbog. DMS - forlag, Hellerup 1986.
- Johnson Gnanabaranam: Gefühle sind zart wie Blumen. Christliche Weisheiten aus Indien.[18] Verlag Bock & Kübler, Berlin o. J. (1998). ISBN 978-3-86155-077-8.
- Johnson Gnanabaranam: Heute mein Jesus. Gedichte, Gebete, Erzählungen und Meditationen über den Glauben zu Jesus Christus. Weltweite Sendung, Band 3. Erlanger Verlag für Mission und Ökumene, Erlangen, Erstausgabe 1967, 10. Auflage 1983.[9] ISBN 978-3-87214-002-9.
- Johnson Gnanabaranam: La Danse du semeur. Prières évangéliques d'un Indien. Centurion, Paris 1986, ISBN 2-227-33510-6.
- Johnson Gnanabaranam: Mein Jesus, mache mich neu. Gespräche mit Gott. Meditationen und Gebete einer indischen Auslegung der biblischen Botschaft. Erlanger Verlag für Mission und Ökumene, Erlangen, Erstausgabe 1986 und 2. Aufl. 1986.[10] ISBN 978-3-87214-180-4.
- Johnson Gnanabaranam: Mission Today. A Personal Experience and Understanding of Mission. In: Victor Premasagar, Gurukul Lutheran Theological College and Research Institute (Hrsg.): New Horizons in Christian Mission. Gurukul Lutheran Theological College & Research Institute, Chennai 2000.
- Johnson Gnanabaranam: On Being Church in India. In: Lutheran World Federation: LWF Documentation. No. 47. Kreuz Verlag Erich Breitsohl, Stuttgart 2001.
- Johnson Gnanabaranam: Ordination. In: Daniel Jeyaraj (Hrsg.): Ordination of the first Protestant Indian Pastor Aaron. Lutheran Heritage Archives Gurukul, Chennai 1998
- Johnson Gnanabaranam: Täglich rede ich mit dir. Neue Texte aus Indien. Erlanger Taschenbücher Band 110. Erlanger Verlag für Mission und Ökumene, Erlangen 1996, ISBN 978-3-87214-510-9.
- Johnson Gnanabaranam: Tirukural with relevance to the Indian Christian understanding of the Bible. Englisches Manuskript der Magister-Schrift, Hamburg 1968/1969.
- Johnson Gnanabaranam: That's Faith For Me.[19] Lutheran Church of Australia 1999.
- Johnson Gnanabaranam: That's Faith For Me. The Christian Literatur Society (CLS), Chennai 2013
- Johnson Gnanabaranam: Tranquebar i dag. In: Arcotkirken: Arcot-krøniken. Indisk kirke i 125 år. DMS - forlag, Hellerup 1989.
- Johnson Gnanabaranam: Ziegenbalg's Literary Contribution. In: Tranquebar Mission (1706–2006) Tercentenary Souvenir. T.E.L.C.T, Tiruchirapalli.
- Johnson Gnanabaranam: Sei geduldig und bete. Herausgeber: Leipziger Missionswerk, Leipzig 2014.

## Sekundärliteratur
- Hugald Grafe: G. Johnson Gnanabaranam – ein Meister bildhafter Meditation. In: Evangelisches Missionswerk in Deutschland (EMW): Menschen mit einer Mission. Biografien, Porträts, Interviews. Jahrbuch Mission 2003. Missionshilfe Verlag, Hamburg 2003, ISBN 3-921620-71-6.
- Michael Hanfstängl: Bischof i.R. Gnanabaranum Johnson – Tamilischer Bischof und Schriftsteller gestorben. In: Kirche weltweit. 3/2008, S. 15. Mitteilungsblatt des Leipziger Missionswerkes. Leipziger Missionswerk, Leipzig 2008.
- Ernst-August Lüdemann: Heute mein Jesus. Zum Tode von Gnanabaranam Johnson. In: Mitteilen. Hermannsburger Missionsblatt 65/02, Ausgabe Nr. 5, September/Oktober 2008, 148. Jahrgang. Hrsg. Evangelisch-lutherische Missionswerks in Niedersachsen, Hermannsburg 2008.
- Hugald Grafe: Kirche unter Dalits, Adivasi und Kastenleuten in Südindien. Die indischen Partnerkirchen der lutherischen Kirchen in Niedersachsen. Werden und Wachsen. Reihe: Quellen und Beiträge zur Geschichte der Hermannsburger Mission und des Ev.-luth. Missionswerkes in Niedersachsen. Band 22, S. 200–203. LIT Verlag Berlin-Münster-Wien-Zürich-London 2013, ISBN 978-3-643-12098-4.

## Bildergalerie

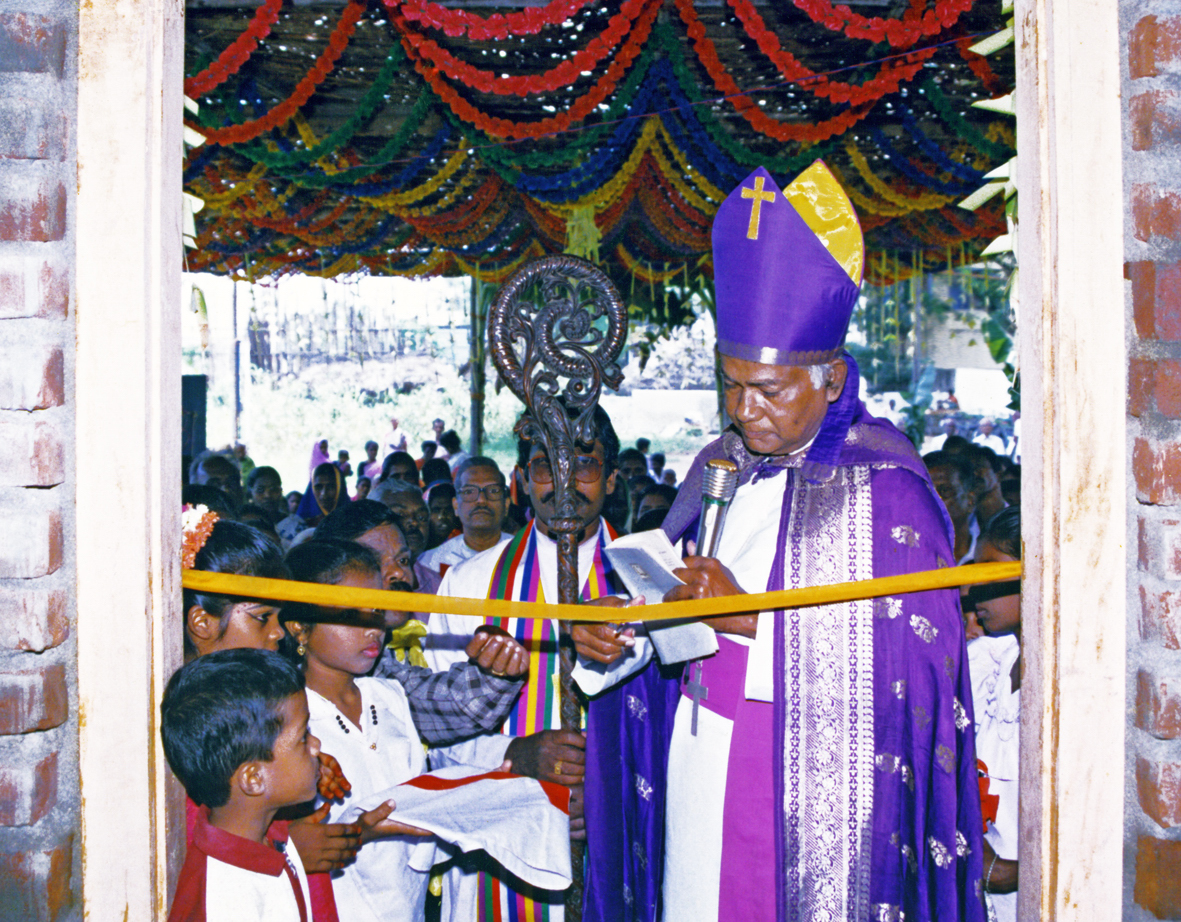
Bischof Johnson weiht eine Dorfkirche ein und durchschneidet das Band.
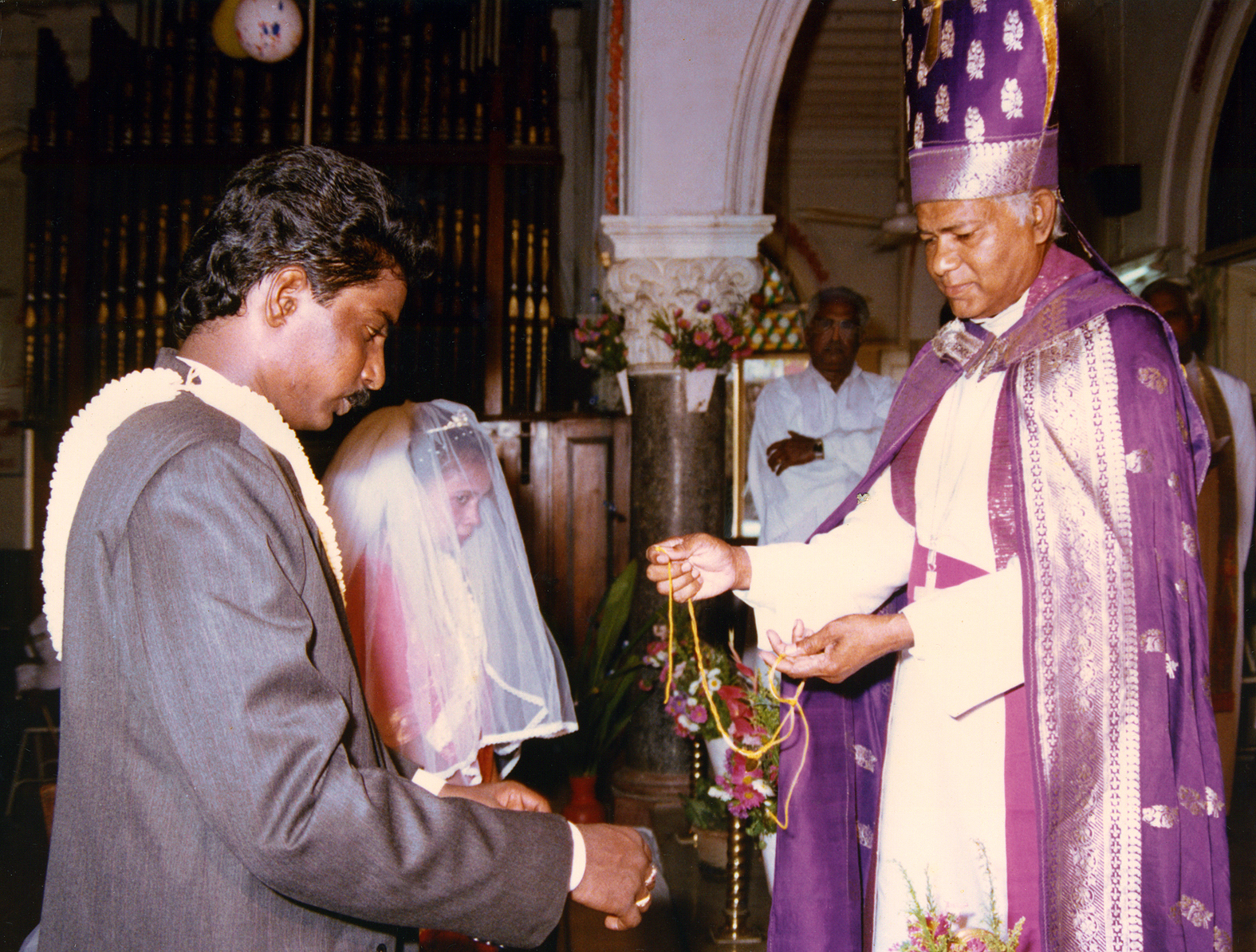
Bischof Johnson überreicht bei der kirchlichen Trauung dem Bräutigam das Thali zur Weitergabe an die Braut.
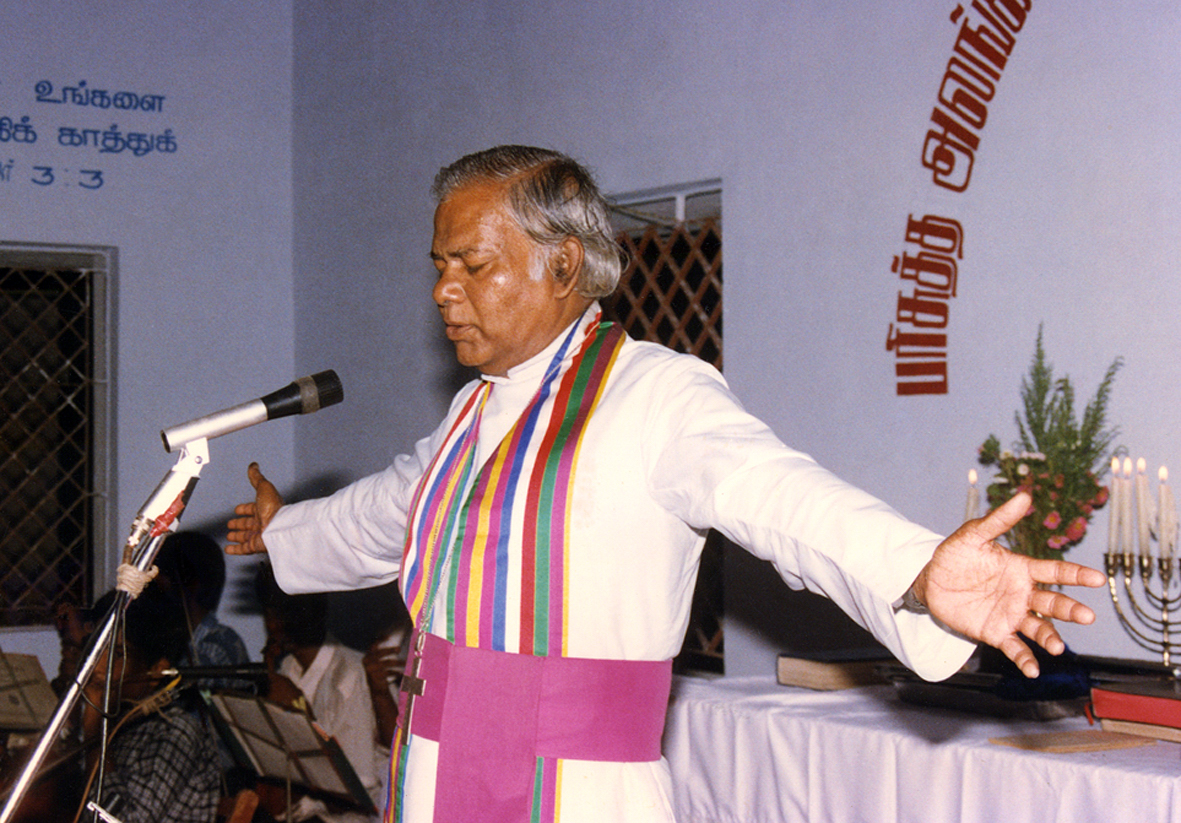
Bischof Johnson segnet die Gemeinde zum Abschluss des Gottesdienstes.
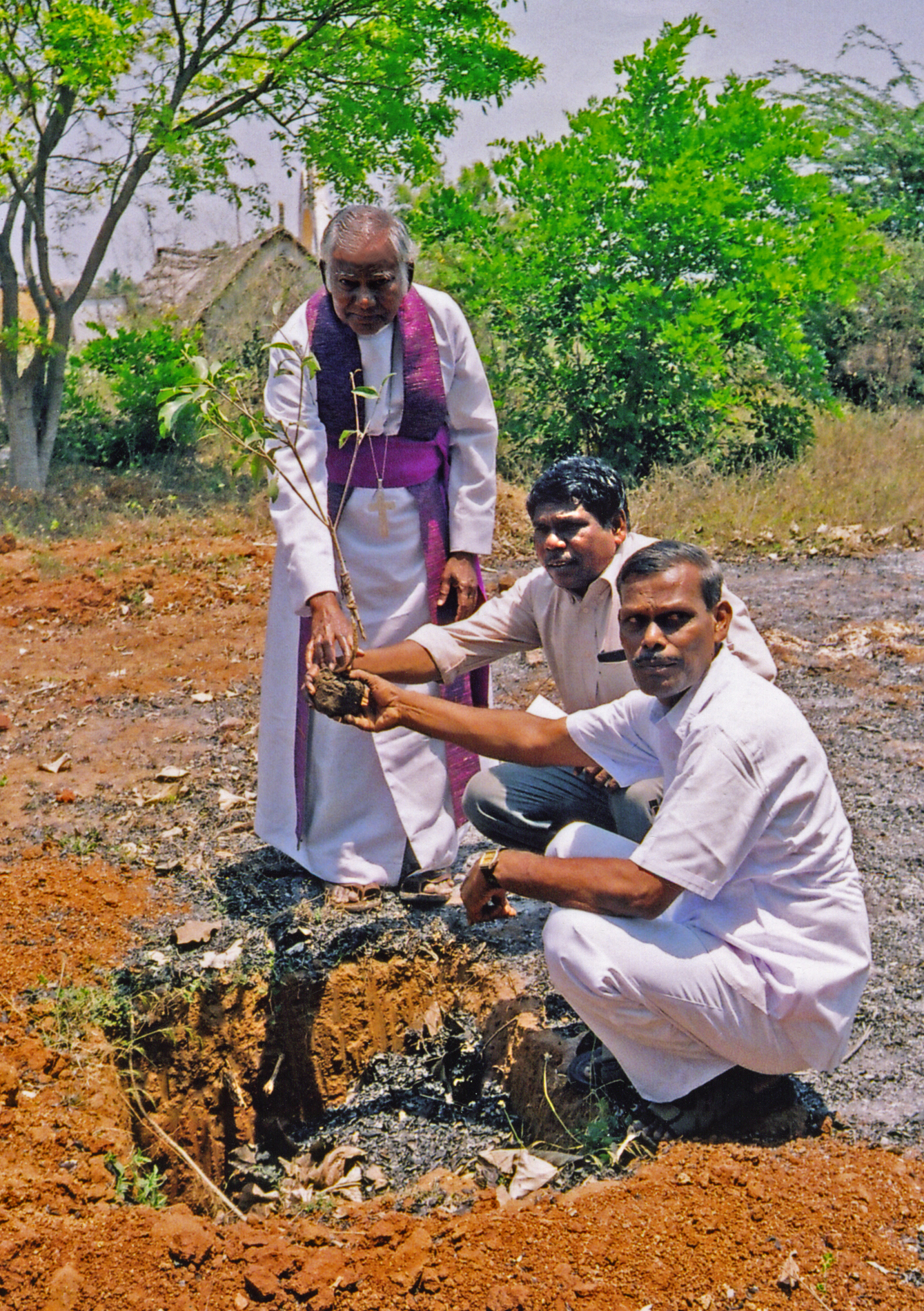
Im Anschluss an einen Gottesdienst pflanzt Bischof Johnson zusammen mit zwei Mitarbeitern einen Baum.